# 萊昂哈德·歐拉
莱昂哈德·歐拉（德語：Leonhard Euler，1707年4月15日—1783年9月18日），瑞士数学家、物理学家、天文学家、地理學家、逻辑学家和工程师。
欧拉在包括微积分和图论在內的多个数学领域都做出过重大贡献。他引进和推广了许多数学术语和书写格式，并一直沿用至今，例如函数的记法{\displaystyle f(x)}，虚数单位{\displaystyle {\sqrt {-1}}}的记法 {\displaystyle i} ，圆周率的记法 {\displaystyle \pi }（该表示最先源自威廉·琼斯） ，求和符号{\displaystyle \Sigma }，差分符号{\displaystyle \Delta }以及用小写字母表示三角形的边和用大写字母表示三角形的角等。还给出了自然对数的底数{\displaystyle e}定义，其也称为欧拉数（Euler's number）。此外，他还在力学、流体动力学、光学、天文学和乐理领域有突出的贡献。
欧拉是18世纪杰出的数学家，同时也被认为是有史以来最伟大的数学家之一，其学术著作多达60-80冊。欧拉逝世后，几位著名的数学家高度评价他对数学的贡献：法国数学家拉普拉斯曾写道：“读欧拉的著作吧，在任何意义上，他都是我们的大师”。德国数学家高斯曾写道：“对欧拉所有的著作的研究将永远是数学各个领域最好的学习之所，没有任何其他东西可以取代它”。他成年后的大部分时间是在圣彼得堡与柏林度过的。

## 生平

### 瑞士生涯（1707-1727）
1707年4月15日，莱昂哈德·欧拉出生于瑞士巴塞尔，父亲保罗·欧拉（Paul Euler）是基督愛
歸正宗的牧师，母亲是玛格丽特·布鲁克（Marguerite Brucker），她的先祖中有许多著名的古典学者。欧拉是家中4个孩子中的长子，他有两个妹妹安娜玛丽亚（Anna Maria）和玛丽亚·马格达莱娜（Maria Magdalena），还有一个弟弟约翰·海因里希（Johann Heinrich）。在欧拉出生后不久，他们全家就从巴塞尔搬迁至郊外的里恩，在那里欧拉度过了他童年的大部分时光。
自幼时起，欧拉就从父亲那里接触和学习数学，他的父亲曾在巴塞尔大学学习过瑞士数学家雅各布·伯努利的课程。大约8岁时，欧拉回到巴塞尔的外祖母家居住，并就读于当地的拉丁学校。由于学校取消了数学课，父亲安排一位对数学有浓厚兴趣的年轻神学家约翰内斯（Johannes Burckhardt）给欧拉做私人辅导。
1720年，13岁的欧拉进入巴塞尔大学学习，以如此小的年纪上大学在当时并不少见。欧拉的父亲想让欧拉走他的老路，成为一名牧师，应父亲的要求，欧拉在大学学习神学、希腊语和希伯来语。1723年欧拉取得哲学硕士学位，其学位论文的内容是笛卡尔哲学和牛顿哲学的比较研究。在此期间欧拉的初等数学的课程由雅各布·伯努利（曾教过欧拉父亲）的弟弟约翰·伯努利讲授，伯努利意识到了欧拉在数学上的非凡天赋，便不断支持和帮助欧拉，同时他还说服了欧拉的父亲，同意让欧拉以数学而非牧师为以后的事业。伯努利对欧拉后来的科学生涯产生了深远影响，从欧拉开始科学生涯直到约翰·伯努利去世，这大约二十年的时间里，欧拉与他保持着友好的书信往来。
1726年，欧拉完成了一篇题为《De Sono》的博士学位论文，内容是研究声音的传播 。1727年，欧拉参加了由法国科学院主办的有奖竞赛（从1720年开始每年举办一次，后来每两年举办一次），当年的问题是找出船上的桅杆的最优放置方法。被誉为“舰船建造学之父”的皮埃尔·布格获得第一名，欧拉获得第二名。之后的一些年，欧拉15次参加这项赛事，一共12次赢得第一名。从1720年第一次举办到18世纪的大部分时间，这项竞赛的奖项被认为是欧洲最重要的科学奖项。
1725年，約翰·伯努利的两个儿子尼古拉·伯努利（长子）和丹尼尔·伯努利（次子）进入位于圣彼得堡的俄国皇家科学院工作，同时他们向欧拉保证，称如果职位有空缺，他们会推荐欧拉去担任。1726年7月31日，尼古拉因阑尾炎去世，这时他在俄国仅度过了不到一年的时间。之后丹尼尔便接替了他哥哥在数学和物理学部门的职位，同时推荐欧拉来接替他自己在生理学所空出的职位。欧拉于1726年11月欣然接受了邀请，但由于他未能成功地申请巴塞尔大学的物理学教授职位，因此他推迟了前往圣彼得堡的行程。

### 在圣彼得堡（1727-1741）

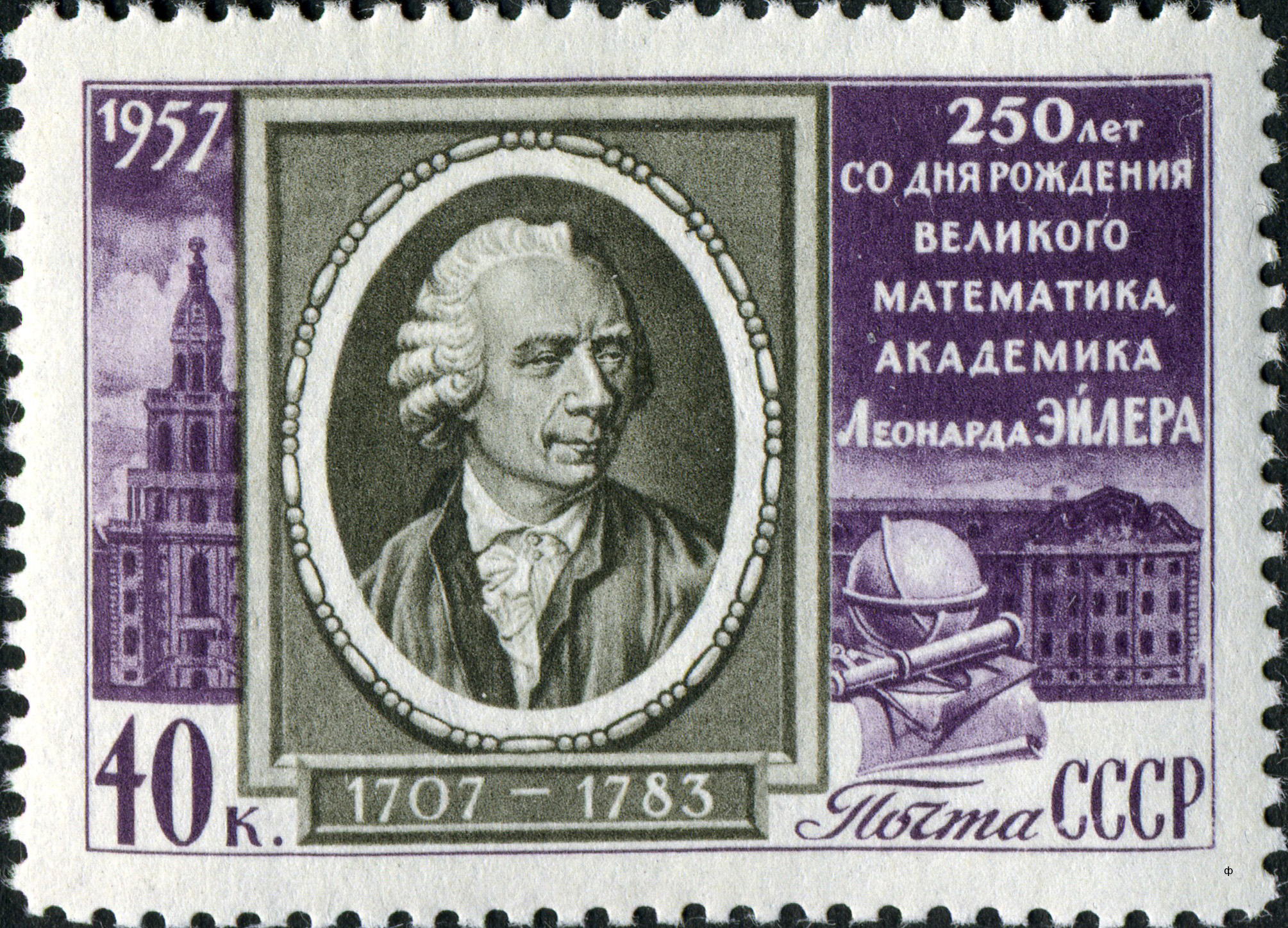
前苏联于1957年发行的邮票，为纪念欧拉诞辰250周年。文字内容为：欧拉，伟大的数学家和学者，诞辰250周年。

1727年5月17日，欧拉抵达圣彼得堡，不久他从原来的医学部门的初级职位晋升至数学部门的职位。他与丹尼尔住在一起，并且与之保持着密切的合作关系。欧拉也很快掌握了俄语，适应了在圣彼得堡的生活，同时他还另外担任了俄国海军军医的职务。
俄国皇家科学院由彼得大帝于1724年创建，旨在提升俄国的教育水平，缩小其与西欧在科学领域领先地位之间的差距。在凯瑟琳一世继续推行其已故丈夫的进步政策和支持下，学院拥有充足的财力和一个规模庞大的图书馆，这其中包括有彼得大帝和其他贵族们的私人图书。同时为了减轻教授们的教学负担，学院只招收较少数量的学生。学院非常重视研究，并为其成员给予时间和自由来探究科学问题。因此，学院对于像欧拉这样的来自外国的学者具有特别的吸引力。但凯瑟琳一世在欧拉抵达圣彼得堡之前已经去世。随后12岁的彼得二世即位，保守派贵族夺得权利，这些贵族们对学院中外国科学家心存疑虑和敌意，削减了对欧拉及其同事的资助，同时阻止外国和非贵族学生进入中学和大学。
1730年彼得二世去世后，这种被敌视的情况有所好转。欧拉在学院的地位迅速提升，并于1731年获得物理学教授的职位。他还离开了俄国海军，拒绝晋升为海军上尉。两年后，丹尼尔·伯努利厌恶了在圣彼得堡受到的种种审查和敌视，重新返回巴塞尔，欧拉于是接替他成为数学部门的主任。
1734年1月7日，欧拉与瑞士画家格奥尔格·格塞尔的女儿凯瑟琳娜·格塞尔（Katharina Gsell，1707–1773）结婚 ，两人在涅瓦河边上买了一套房子，共育有13个子女，其中仅有3个儿子和2个女儿活到成年。

### 在柏林（1741-1766）
考虑到俄国持续的动乱，欧拉于1741年6月19日离开圣彼得堡，前往柏林科学院就职，职位由腓特烈二世提供。他在柏林生活了25年，并写下了数百篇文章。1748年，欧拉出版了关于函数方面的著作《无穷小分析引论》；1755年，他出版了关于微分的著作《微分学基础》，同年他当选为瑞典皇家科学院和法国科学院的外籍院士。欧拉在柏林的著名学生包括鲁莫夫斯基，他后来被认为是俄国第一位天文学家。1748 年，巴塞尔大学邀请欧拉接替彼时去世的约翰·伯努利的职位，但他拒绝了。1753年，他在夏洛滕堡买了一栋房子，在此与家人和丧偶的母亲一同居住。
欧拉成为腓特烈二世的侄女普鲁士公主的讲师。欧拉在1760年代初给她写了200多封信，这些信后来被汇编为题为《欧拉写给德国公主的关于物理和哲学不同主题的信》的一卷。这部著作包含了欧拉对数学和物理的各个主题的阐述，同时也是探究欧拉个性和宗教信仰的珍贵资料。这部著作被翻译成多种语言在欧洲和美国出版，它比欧拉其他任何数学著作都更为广泛地被大众阅读。这些信件的受欢迎程度，也证明了欧拉向普罗大众科普科学问题的能力，这对于专注于研究的科学家来说是一种罕见的能力。
在柏林期间，欧拉仍与俄国皇家科学院保持着密切联系。他还帮助来自该学院的学生，有时会在自己家中接待这些来自俄罗斯学生。1760年，正值七年战争爆发，欧拉在夏洛滕堡的农场遭到俄罗斯军队的洗劫。伊万·彼得罗维奇·萨尔蒂科夫将军得知此事后，为欧拉的财产损失支付了赔偿金。随后伊丽莎白女皇追加4000卢布的赔偿金，这笔赔偿金在当时是一笔巨款。1766年欧拉决定离开柏林重返俄国。
在欧拉的科学生涯中，他的视力一直在恶化。1738年，也就是一次患重病后的第三年（从当时欧拉医生的笔记中并不清楚是哪种病），他的右眼近乎失明，但他把这归咎于他为圣彼得堡科学院进行的繁琐的地图学工作，真正失明的原因至今仍众说纷纭。在柏林期间，他的右眼视力仍不断恶化，以至于腓特烈二世称其为“独眼巨人”。欧拉谈到其视力丧失时说：“现在我的干扰会更少了”。
在柏林的时间（1741–1766），欧拉处于其创作力的巅峰，他一共撰写了380篇著作，其中有275篇被出版。所有著作包括在柏林科学院发表的125篇论文，以及逾100篇送至俄国皇家科学院的论文，后者保留了欧拉的成员身份，并每年向他支付津贴。1748年，欧拉分两部分出版了《无穷小分析引论》。他除了专注于自己的研究，还负责管理图书馆、天文台、植物园，参与日历和地图的制作，这些都使得柏林科学院从中获得收益。 他还参与了国王的夏宫无忧宫的喷泉的设计。

### 重返圣彼得堡（1766-1783）
叶卡捷琳娜二世即位后，俄国政局趋于稳定，于是欧拉于1766年接受了俄国皇家科学院的邀请，重返圣彼得堡。欧拉也提出一些条件：年薪3000卢布、给予他妻子抚恤金（如果他逝世）以及承诺将他的三个儿子任命到学院高职位等。这些要求也都被满足。
1766年，欧拉再次抵达圣彼得堡后，仅有的可以看清东西的左眼被诊断患有白内障，后来很快也失明了。1771年，应叶卡捷琳娜二世的邀请，德国著名眼科医生温泽尔（Michael Johann Baptist von Wenzel）爵士前往圣彼得堡为欧拉治疗眼睛。温泽尔为欧拉做手术，将左眼的白内障摘除了，欧拉的视力有所恢复能看清东西了，但手术几天过后，他又几乎失明了，眼部还时常感到疼痛。尽管眼睛失明，欧拉凭借着极强的心算能力和记忆力，他的生产力几乎没有被影响。他将自己的研究成果口授给一位助手，助手再用德语记录下来。在助手的帮助下，欧拉的出版频率甚至有所增加，1775年，他平均每周就完成一篇数学论文。欧拉一生中近一半的作品，都是在重返圣彼得堡后这一时期所创作的。
除了眼睛失明，1771年还发生了一件严重的事件，一场火灾烧毁了欧拉的屋子和几乎其他所有的财产，其本人也差点丧命。不过，欧拉的大部分手稿幸免于难，另外有一篇关于月球理论的著作部分被毁坏，凭借着自身超强的记忆力，很快就完善了这篇损坏的著作。
1773年，欧拉的第一任妻子凯瑟琳娜逝世。之后欧拉再婚，1776年，他与其第一任妻子同父异母的妹妹莎乐美·阿比盖尔·格塞尔（Salome Abigail Gsell，1723-1794）结婚。这段婚姻直至欧拉逝世。

#### 逝世

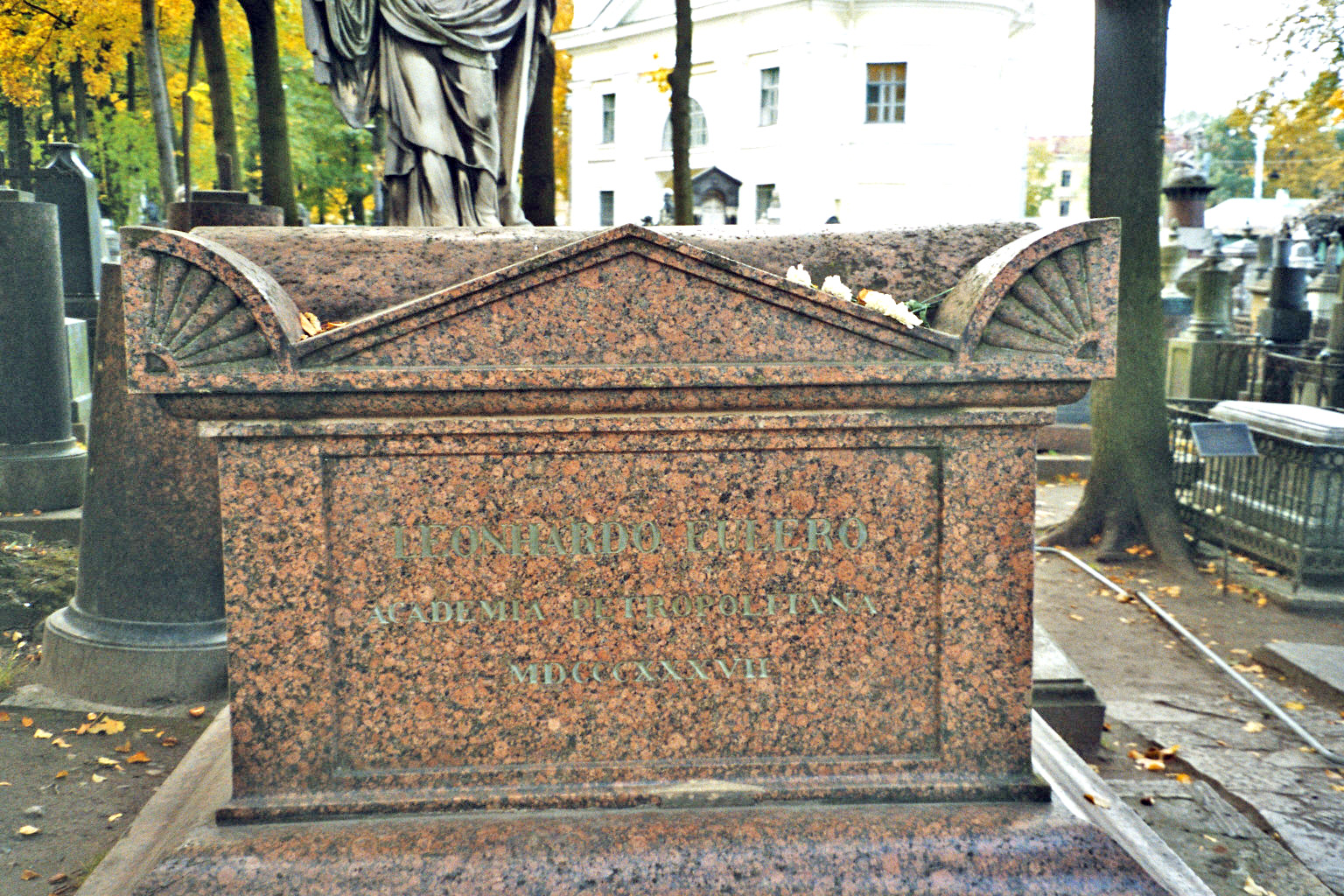
位于亚历山大·涅夫斯基修道院的欧拉之墓

1783年9月18日，欧拉与家人共进晚餐后，与瑞典天文学家安德斯·约翰·莱克塞尔讨论新发现的行星天王星及其轨道时，突然因脑溢血而晕倒，几小时后的大约11点，欧拉被确认去世。雅各布·冯·斯塔林为俄罗斯科学院写了一篇简单的讣告，师从于欧拉的俄罗斯数学家尼古拉斯·福斯写了一篇长文悼词，并在欧拉的追悼会上发表。在法国科学院写的悼词中，法国数学家兼哲学家孔多塞侯爵写道：
il cessa de calculer et de vivre——“他停止了计算和生命”
欧拉被安葬在瓦西里岛上的斯摩棱斯克公墓，位置与其第一任妻子凯瑟琳娜相邻。1837年，俄罗斯科学院为他修建了一座新的墓碑，取代原先已经杂草丛生的旧墓碑。1957年，为纪念欧拉诞辰250周年，他的坟墓被迁至亚历山大·涅夫斯基修道院的拉扎列夫斯科耶公墓。

## 贡献

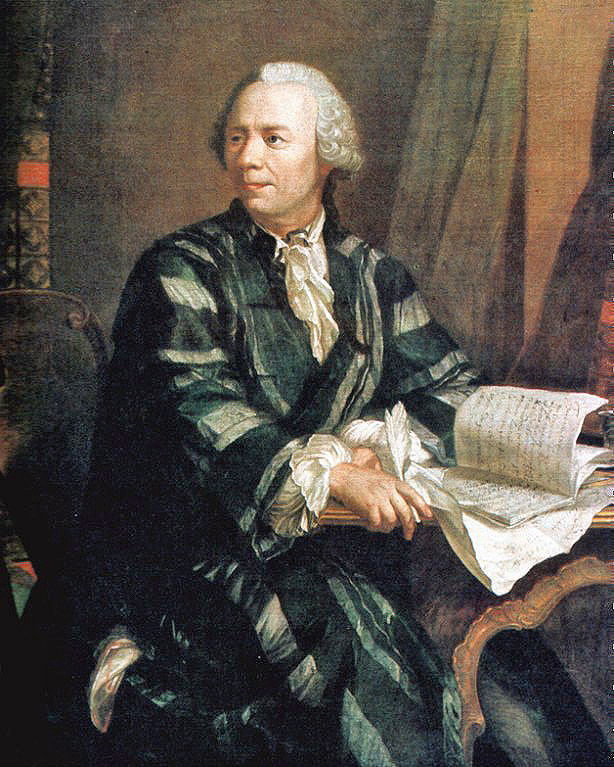
莱昂哈德·欧拉（由雅各布·伊曼纽尔·汉德曼创作）

欧拉的研究的广度十分大。他几乎涉足数学的所有领域，包括几何学、微积分学、三角学、代数和数论。他研究的物理学领域有连续介质力学和月球运动论等。他的著作的汇编《欧拉全集》共有74卷。他一共发表了866篇论文莱昂哈德出版物。据统计，他的所有著作约占18世纪数学、物理学、力学、天文学和航海学总产出的四分之一。欧拉被认为是最多产的数学家之一，他的名字出现在众多科学门类中。

### 数学符号
歐拉引入许多数学符号，並通過他的许多教科书而广为流传。其中最为著名的是他引进了“函数”的概念，并且第一个用{\displaystyle f(x)}表示以{\displaystyle x}为自变量的函数。他引入了三角函数现代符号表示法，以{\displaystyle e}表記自然对数的底（现在也称作欧拉数），用希腊字母{\displaystyle \Sigma }表記累加求和和以{\displaystyle i}表示虚数单位。用希腊字母{\displaystyle \pi }来表示圆周率也由欧拉推广普及，这一表示法最先源自英国数学家威廉·琼斯。

### 分析学
18世纪微积分学取得了巨大进步，欧拉的家族朋友伯努利家族在该领域的早期进展中贡献良多。得益于他们的影响，研究微积分成为了欧拉工作的主要重点。尽管欧拉的一些证明不符合现代数学的严谨标准，但这些证明仍为数学带来了巨大的进步。欧拉因频繁使用幂级数（将函数表示为无限多项之和）和推进其应用和发展而在分析领域闻名。例如：
{\displaystyle e^{x}=\sum _{n=0}^{\infty }{x^{n} \over n!}=\lim _{n\to \infty }\left({\frac {1}{0!}}+{\frac {x}{1!}}+{\frac {x^{2}}{2!}}+\cdots +{\frac {x^{n}}{n!}}\right)}
欧拉对幂级数的运用使他能够在1735年解决著名的巴塞尔问题，由于这个问题于1644年提出，还难倒了众多数学家，他也因此名声大噪。起初他给出了错误的证明，后来在1741年给出了严密的证明。巴塞尔问题即求全体正整数平方的倒数之和：
{\displaystyle \sum _{n=1}^{\infty }{1 \over n^{2}}=\lim _{n\to \infty }\left({\frac {1}{1^{2}}}+{\frac {1}{2^{2}}}+{\frac {1}{3^{2}}}+\cdots +{\frac {1}{n^{2}}}\right)={\frac {\pi ^{2}}{6}}}
欧拉在1735年引入了常数：
{\displaystyle \gamma =\lim _{n\rightarrow \infty }\left(1+{\frac {1}{2}}+{\frac {1}{3}}+{\frac {1}{4}}...+{\frac {1}{n}}-\ln(n)\right)\approx 0.5772}
现在称之为欧拉常数或歐拉-馬斯刻若尼常數，这一公式在计算难于计算的积分、求和与级数的时候极为有效。他还研究了该常数与调和级数、伽马函数以及黎曼zeta函数的值之间的关系。
欧拉定义了复数的指数函数，并发现了它与三角函数的关系，这一关系式称为欧拉公式：对于任意实数{\displaystyle x}（视为弧度），{\displaystyle e}为自然对数的底数，{\displaystyle i}为虚数单位，满足
{\displaystyle e^{ix}=\cos(x)+i\sin(x)\,}
美国理论物理学家理查德·费曼称这一公式为“最卓越的数学公式”。
上述公式当{\displaystyle x}等于{\displaystyle \pi }时得到一个特例，称为欧拉恒等式，该等式将自然常数、圆周率、虚数单位、乘法单位元（指1）和加法单位元（指0）联系在了一个等式中：
{\displaystyle e^{i\pi }+1=0\,}或{\displaystyle e^{i\pi }=-1\,}
欧拉建立了弹性体的力矩定律：作用在弹性细长杆上的力矩正比于物质的弹性和透過质心轴和垂直于两者的截面的转动惯量。
他还直接从牛顿运动定律出发，建立了流体力学裡的欧拉方程。这些方程组在形式上等价于粘度为0的纳维-斯托克斯方程。人们对这些方程的主要兴趣在于它们能被用来研究冲击波。 
他对微分方程理论作出了重要贡献。他还是欧拉近似法的创始人，这些计算法被用于计算力学中。此中最有名的被称为欧拉方法。
在数论里他引入了欧拉函数。自然数{\displaystyle n}的欧拉函数{\displaystyle \phi (n)}被定义为小于{\displaystyle n}并且与{\displaystyle n}互质的自然数的个数。例如，{\displaystyle \phi (8)=4}，因为有四个自然数1，3，5和7与8互质。
在计算机领域中广泛使用的RSA公钥密码算法也是以欧拉函数为基础。
在分析领域，是欧拉综合了戈特弗里德·威廉·莱布尼茨的微分与艾萨克·牛顿的流数
欧拉还发现了公式的 V - E + F = 2 的数量与顶点(Vertex, V)，边(Edge, E)和面(Face, F)的凸多面体，因此，对一个平面图形。此公式中的常数是现在被称为欧拉示性数的图形（或其他数学对象），是有关属的对象。研究和推广这一公式，特别是通过柯西和欧莱雅Huillier，是在原点的拓扑结构。
欧拉在1736年解决了柯尼斯堡七桥问题，并且发表了论文《关于位置几何问题的解法》（Solutio problematis ad geometriam situs pertinentis），对一笔画问题进行了阐述，是最早运用图论和拓扑学的典范。
在1739年，欧拉写下了《音乐新理论的尝试（Tentamen novae theoriae musicae）》，书中试图把数学和音乐结合起来。一位传记作家写道：这是一部“为精通数学的音乐家和精通音乐的数学家而写的”著作。
在经济学方面，欧拉证明，如果产品的每个要素正好用于支付它自身的边际产量，在固定规模报酬的情形下，总收入和产出将完全耗尽。
在几何学和代数拓扑学方面，欧拉公式给出了单连通多面体的边、顶点和之间存在的关系：
{\displaystyle F-E+V=2\,}
其中，F为给定多面体的面数之和，E为边数之和，V为顶点数之和。这个定理也可用于平面图。对非平面图，欧拉公式可以推广为：如果一个图可以被嵌入一个流形{\displaystyle M}，则：
{\displaystyle F-E+V=\chi (M)\,}
其中χ为此流形的欧拉示性数，在流形的连续变形下是不变量。单连通流形（例如球面或平面）的欧拉特征值是2。对任意的平面图，欧拉公式可以推广为：{\displaystyle F-E+V-C=1}，其中{\displaystyle C}为图中连通分支数。 
數獨是歐拉發明的拉丁方的概念，在當時並不流行，直到20世紀由日本上班族鍛治真起帶起流行。

## 紀念

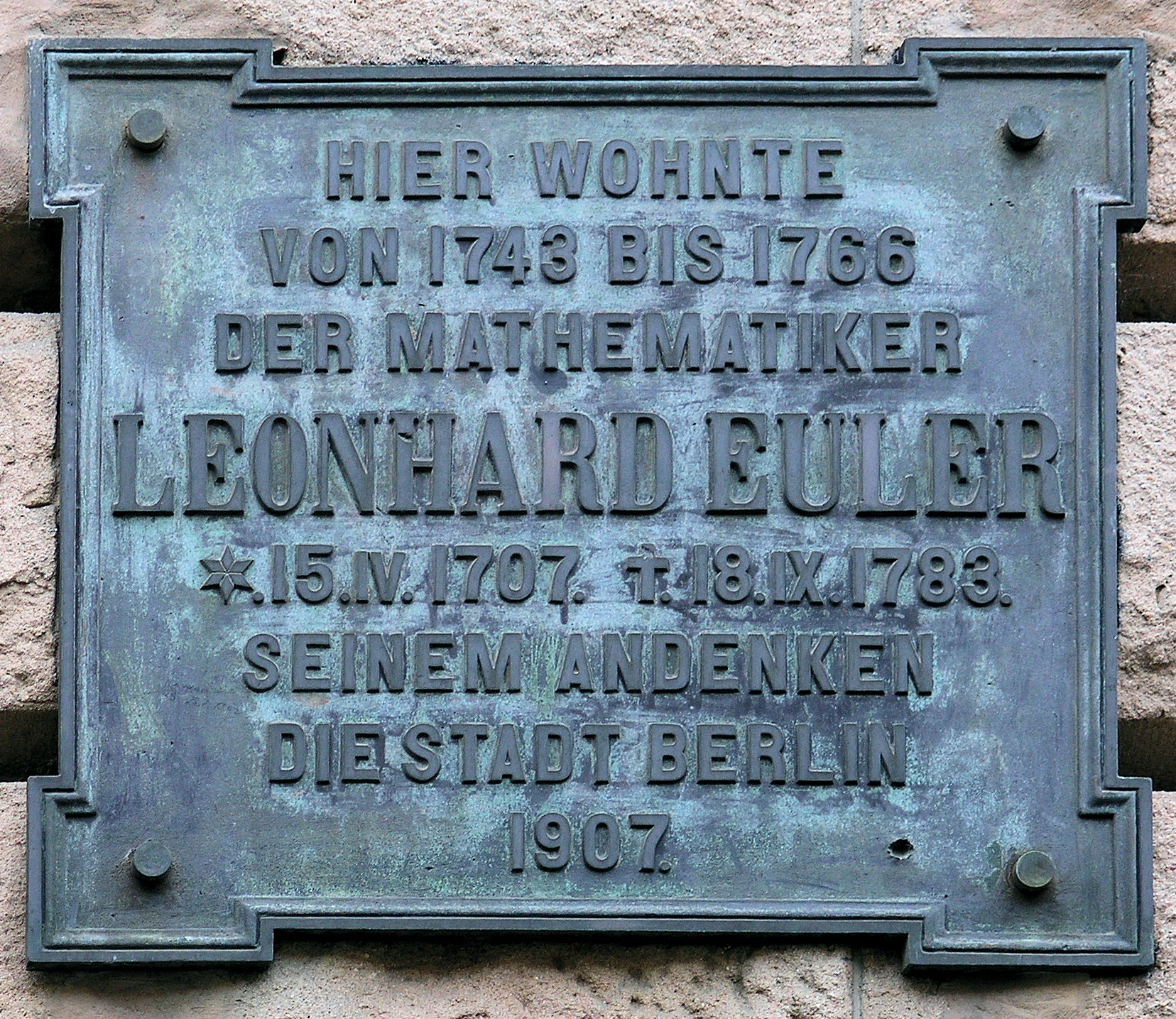
在柏林欧拉故居前的牌匾，上面刻着“数学家莱昂哈德·欧拉（1707年4月15日-1783年9月18日）自1743年至1766年居住在这里，柏林市于1907年向他致以纪念”。

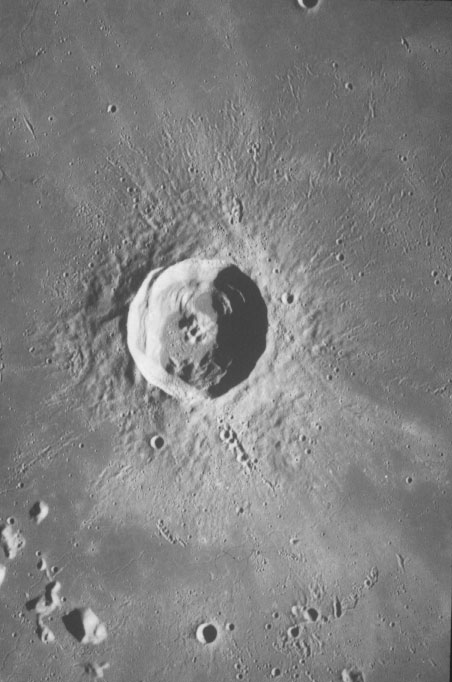
月球上的欧拉陨石坑

欧拉在柏林居住过的房子被保存了下来，门前还有一块于1907年修建的牌匾。
欧拉的肖像被印在第六系列和第七系列瑞士10法郎的鈔票，这同样还出现在众多德國和俄羅斯的郵票上，通常还带有欧拉生前所涉及的科学问题。
月球撞击坑欧拉陨石坑和小行星2002均以歐拉命名。
日內瓦大學在智利拉西拉天文台建立的口徑1.2米望遠鏡命名為萊昂哈德·歐拉望遠鏡。

2013年4月15日谷歌以首頁涂鸦纪念欧拉306周年诞辰，展示了欧拉角、欧拉公式、欧拉恒等式、欧拉示性数和七桥问题等。

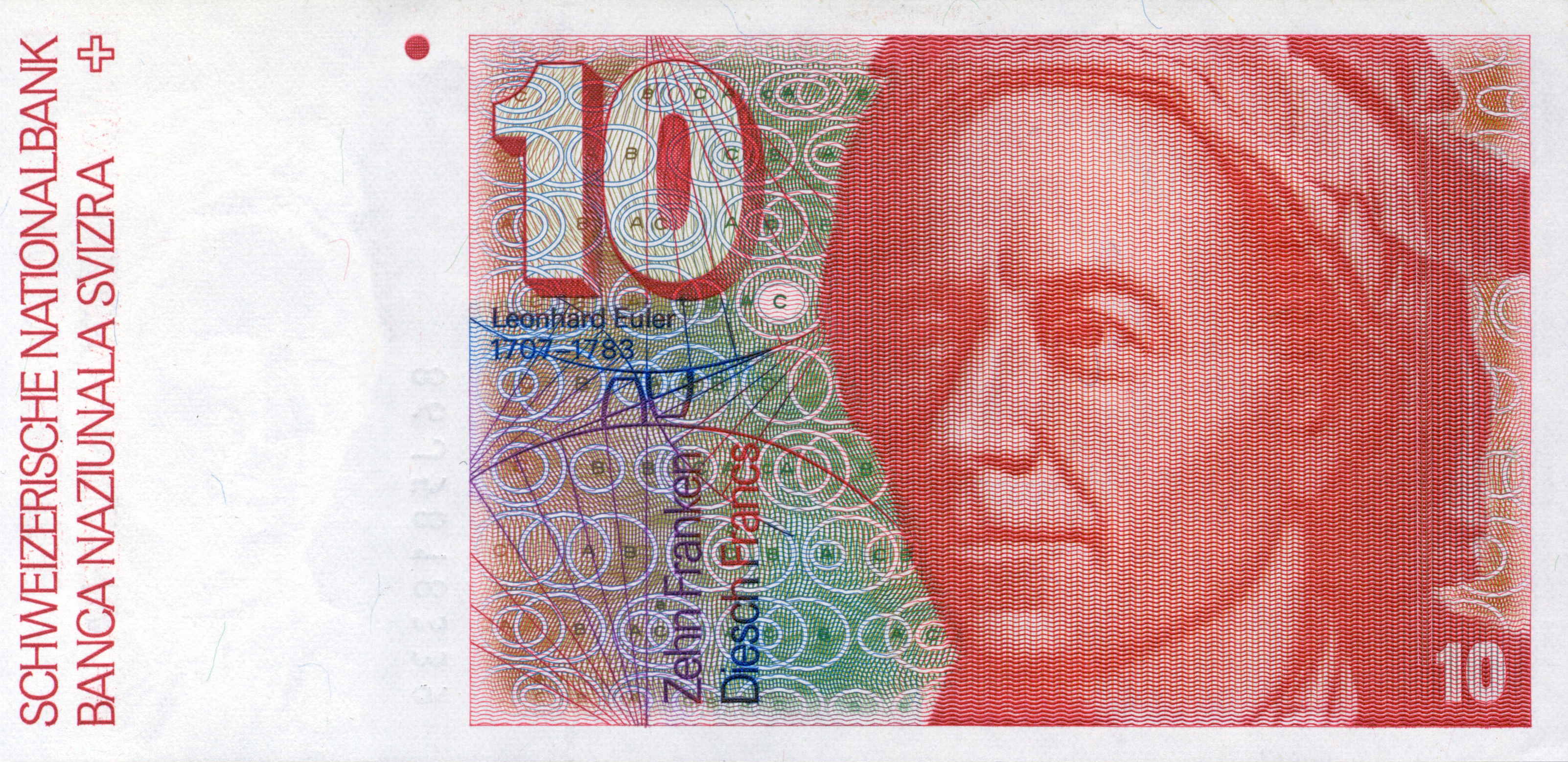
第六版10元瑞士法郎纸币正面
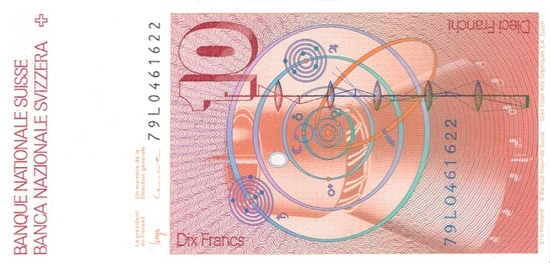
第六版10元瑞士法郎纸币背面，内容是水轮机、太阳系示意图和光线穿过透镜
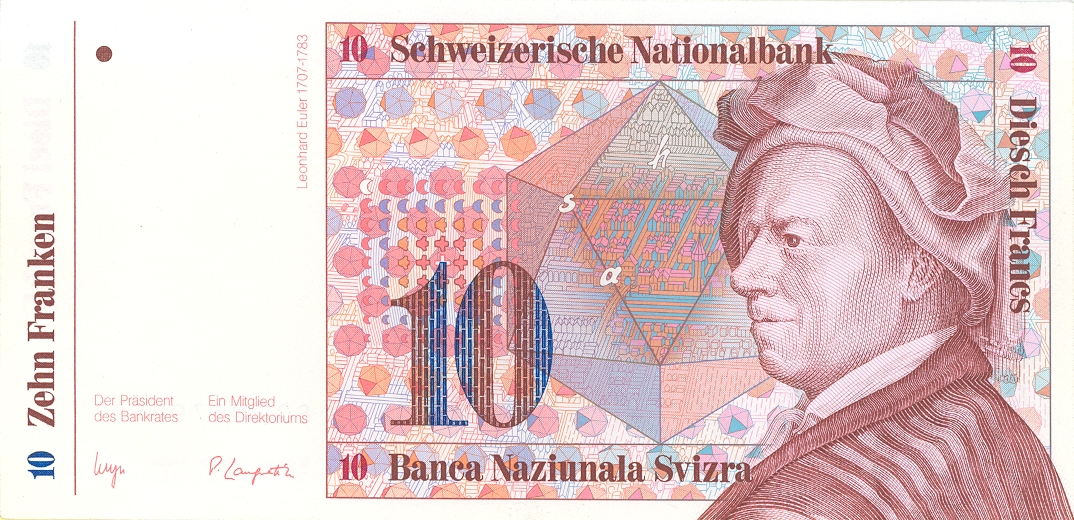
第七版10元瑞士法郎正面的欧拉肖像，还有多面体和柯尼斯堡大桥
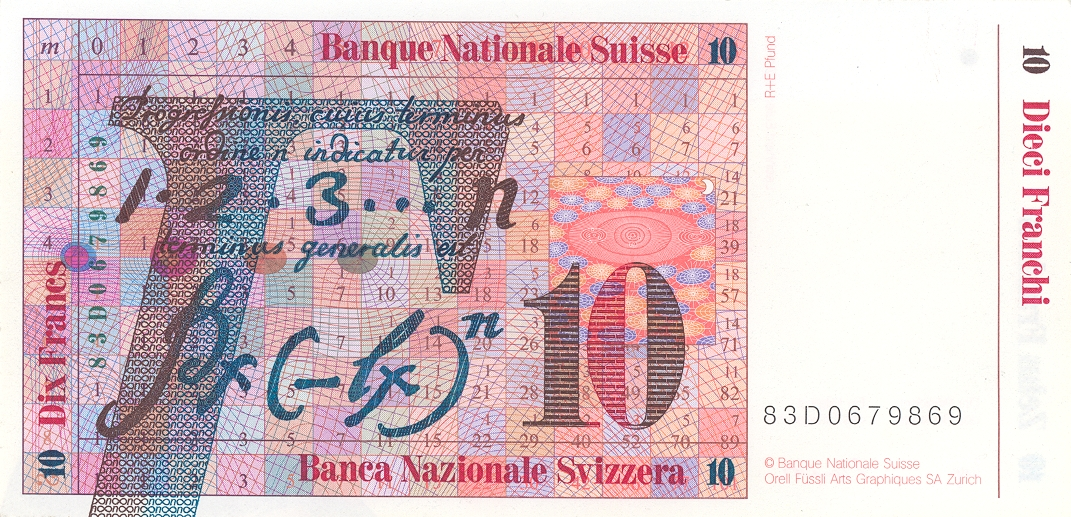
第七版10元瑞士法郎背面，内容是伽玛函数、数字计算表和太阳系示意图
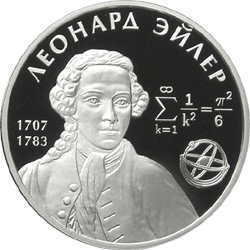
2007年，俄罗斯发行的硬币，其上有巴塞尔问题的结果